# Tourisme en Serbie
Le tourisme en Serbie a connu un développement certain au cours des dernières années. En 2018, 3,4 millions de touristes ont visité la Serbie, soit une augmentation de 11 % par rapport à 2017.

## Villes
Un certain nombre de grandes villes serbes offrent aux touristes de nombreuses possibilités. Belgrade offre les ressources d'une grande capitale internationale, avec de nombreux musées, des édifices, publics ou privés, qui illustrent principalement l'architecture des XIXe et XXe siècles. La capitale serbe est également réputée pour ses festivals, comme le Festival international du film (FEST), le Festival international de théâtre (BITEF), le Festival d'été (BELEF) ou le Festival international de musique (BEMUS). Belgrade est particulièrement réputée pour la qualité de sa vie nocturne, avec des clubs ouverts jusqu'à l'aube un peu partout dans la ville ; le long des rives de la Save et du Danube se succèdent de nombreuses barges (splavovi) qui sont parmi les lieux les plus appréciés des noctambules,,. D'autres villes du pays offrent aussi des ressources en musées, en architecture et en festivals, comme Novi Sad, la capitale de la Voïvodine, avec son festival EXIT, ou encore la petite ville de Guča qui accueille chaque année un Festival international de trompette.

## Monastères
Outre l'architecture des villes, la Serbie peut également intéresser les amateurs d'histoire et d'architecture. Le site romain de Felix Romuliana (Gamzigrad), où est né et a été enterré l'empereur Galère, a été inscrit en 2007 sur la liste du patrimoine mondial de l'UNESCO. Le pays conserve surtout un grand nombre de monastères orthodoxes serbes, datant pour la plupart du Moyen Âge. Quelques-uns d'entre eux figurent sur la liste du patrimoine mondial de l’UNESCO, comme le monastère de Sopoćani, près de Novi Pazar, qui a été inscrit en même temps que les ruines de la ville médiévale de Stari Ras, ou le monastère de Studenica. D'autres monastères ou ensembles religieux, appartenant à l'histoire de l'Église orthodoxe serbe, se trouvent au Kosovo. Parmi les édifices dont l'importance a été reconnue internationalement, il convient de citer le monastère de Gračanica, celui de Visoki Dečani ou encore le patriarcat de Peć et l'église de la Vierge de Leviša, tous inscrits sur la liste du patrimoine mondial. Vu l'instabilité de la région, ces monuments ont été placés sur la liste du patrimoine mondial en péril. D'autres monastères, qui ne sont pas inscrits au patrimoine mondial, offrent un intérêt certain, comme celui de Mileševa, qui abrite une des fresques anciennes les plus célèbres de Serbie, la Fresque de l'Ange blanc.

## Sites naturels

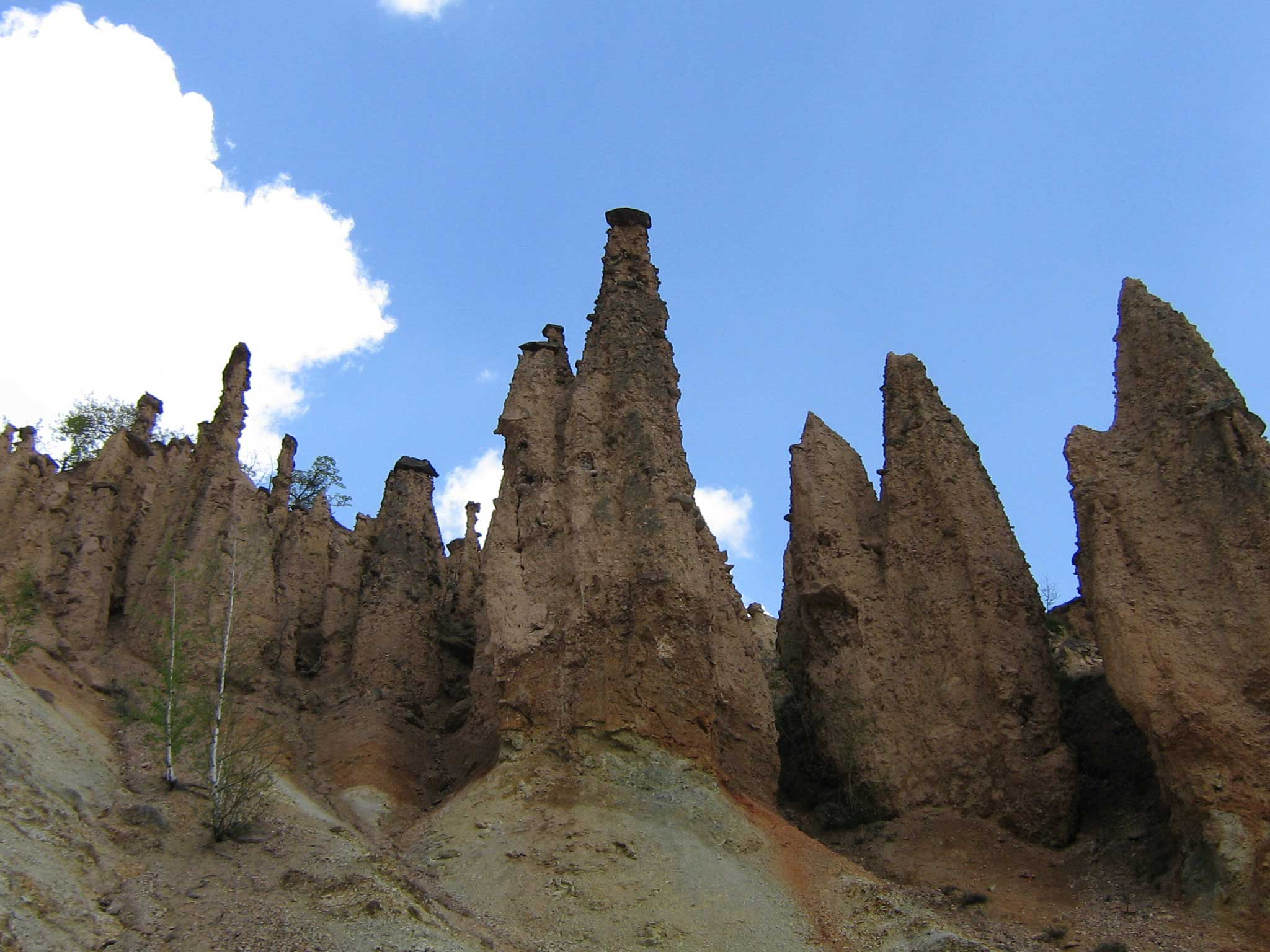
Le site de Đavolja varoš, près de Kuršumlija

La Serbie offre aussi un nombre important de sites pour les amateurs de nature, en particulier les aires protégées que constituent les cinq parcs nationaux du pays, celui de Đerdap, celui des Monts Kopaonik, celui des Monts Tara, celui des Monts Šar et celui de la Fruška gora. Les sites Ramsar pour la conservation des zones humides constituent également un lieu d'attraction, comme celui du lac Vlasina. Les monts Golija, ont été désignés comme une réserve de biosphère dans le cadre du programme sur l'homme et la biosphère de l'UNESCO. Outre ces sites, on peut signaler d'autres curiosités, comme la Deliblatska peščara, en Voïvodine, qui constitue la plus vaste zone sablonneuse d'Europe, ou encore le monument naturel de Đavolja varoš (la « ville du Diable »), près de la ville de Kuršumlija.

## Stations thermales
La Serbie possède aussi quelques villes thermales fréquentées, comme Vrnjačka Banja, Sokobanja et Niška Banja.